# 陸展
陸展（5世紀—454年），吳郡吳縣人。益州刺史陸徽之子，官至車騎長史、尋陽太守，因臧質起兵反宋孝武帝失敗而被誅殺。

## 生平
陸展長於文辭，故在臨川王劉義慶出任江州刺史時獲引為其僚佐，與何長瑜、鮑照以及文辭冠絕當時的袁淑皆在義慶幕下。後歷尚書左丞、南海太守及車騎將軍、江州刺史臧質的車騎長史，兼尋陽太守。孝建元年（454年），臧質聯同丞相兼荊州刺史、南郡王劉義宣等人起兵反對宋孝武帝，但兵敗被殺，作為僚屬的陸展亦遭牽連，被誅殺。
何长瑜曾經寫詩消遣陸展：「陸展染鬚髮，欲以媚側室。青青不解久，星星行復出。」說陸展把鬍鬚頭髮染黑以討小妾的歡心，但一下就白回來了。